# Herbert-Riehl-Heyse-Preis

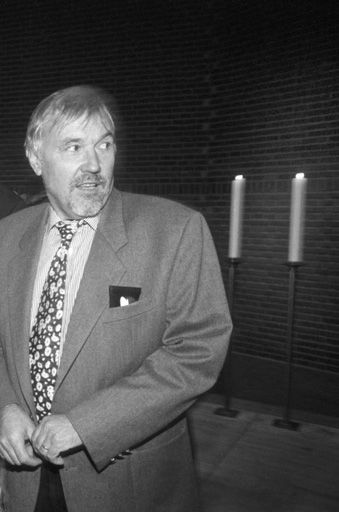
Herbert Riehl-Heyse nach einem Vortrag in München 1995

Bei dem Herbert-Riehl-Heyse-Preis  handelt es sich um einen Journalistenpreis an herausragende Journalisten in den Printmedien. Er wurde 2005 zum ersten Mal vergeben. Der Preis wurde von den Gesellschaftern des Süddeutschen Verlags gestiftet. Er ist mit 10.000 Euro dotiert.
Der Preis wird alle zwei Jahre zur Erinnerung an den leitenden Redakteur der Süddeutschen Zeitung Herbert Riehl-Heyse verliehen. Ausgezeichnet werden mit diesem Preis politische Essays, Kommentare oder andere Zeitungsartikel. Sie müssen innerhalb der letzten zwei Jahre in einer deutschsprachigen Zeitung oder Zeitschrift erschienen sein. Übersetzungen aus Fremdsprachen werden nicht ausgezeichnet.
Die Bewerber für den Preis können ihre Arbeiten der Jury selbst vorschlagen. Auch Leser der Zeitungen oder Zeitschriften können Beiträge einreichen. Der Einreicher muss jeweils eine entsprechende Begründung mit einreichen. Ausgezeichnet werden Beiträge in den Rubriken Politik, Wirtschaft, Wissenschaft, Kultur, Sport und Gesellschaft.

## Preisträger
- 2005: Stefan Geiger (Stuttgarter Zeitung) für seinen Essay Eigentum verpflichtet.[1]
- 2007: Stephan Lebert und Stefan Willeke (Die Zeit) für ihre Reportage über die Oberschicht am Starnberger See.[2]
- 2009: Kerstin Kohlenberg und Wolfgang Uchatius (Die Zeit) für ihre essayistische Reportage Wo ist das Geld geblieben?.[3]
- 2011: Gerhard Stadelmaier (FAZ) für seinen Essay Stuttgart als geistige Lebensform.[4]
- 2013: Hans Holzhaider (Süddeutsche Zeitung) für seinen Text Der nackte Wahnsinn
- 2015: Anne Kunze (Die Zeit) für ihre Reportage Die Schlachtordnung.[5]
- 2017: Stefan Berg (Der Spiegel) für seinen Essay Das Erbe der DDR.[6]
- 2019: Martin Staudinger (Profil) für seinen Artikel In vier Schritten zur Alleinherrschaft.[7]
- 2021: Andreas Wenderoth (freier Journalist) für seine Reportage Dr. Gross, der Übermensch.[8]
- 2023: Nadia Pantel (Der Spiegel) für ihren Essay Können Sie Odessa, Bukarest und Sofia von Nord nach Süd sortieren?[8]